# Dasyvalgus cruciatus
Dasyvalgus cruciatus är en skalbaggsart som beskrevs av Moser 1908. Dasyvalgus cruciatus ingår i släktet Dasyvalgus och familjen Cetoniidae. Inga underarter finns listade i Catalogue of Life.